# Stanowisko (biologia)
Stanowisko – miejsce występowania osobnika bądź osobników danego gatunku, czyli powierzchnia terenu lub obszar przestrzeni, gdzie można je spotkać.
Można je określić za pomocą współrzędnych geograficznych, opisać nazwą topograficzną lub zaznaczyć na mapie. Rozmieszczenie stanowisk w przestrzeni może być przedstawione za pomocą topogramu (lokalizacje odwzorowuje punkt umieszczony w środku ważonym stanowiska) lub kartogramu. Ze względu na różny areał zajmowany przez stanowiska, przyjmuje się określone, umowne wartości graniczne wielkości (np. 1 ha, 1 km²) jako pojedyncze stanowiska, przedstawiając rozległe stanowiska jako odpowiednio większą ich liczbę. Zwiększanie się liczby stanowisk ma związek z ekspansją terytorialną i dobrą kondycją gatunku. Zmniejszanie  się natomiast świadczy o wycofywaniu się i zanikaniu gatunku.